# اتحاد كندا لكرة القدم
تأسس الاتحاد الكندي لكرة القدم (بالإنكليزية: Canadian Soccer Association) و(بالفرنسية: Association canadienne de football)‏ في عام 1912م وانضم إلى الإتحاد الدولي لكرة القدم في 1913م وإنضم إلى الكونكاكاف في 1961م.

## روابط إضافية
- Canadian Soccer Association
- Canadian Soccer Referees' Association
- Canadian Soccer News & Results